# وایانو (پنسیلوانیا)
وایانو (به انگلیسی: Wyano) یک منطقهٔ مسکونی در ایالات متحده آمریکا است که در شهرستان وستمورلند، پنسیلوانیا واقع شده‌است. وایانو ۴۸۴ نفر جمعیت دارد.